# Iwan Paszkiewicz
Iwan Iwanawicz Paszkiewicz (biał. Іван Іванавіч Пашкевіч, ros. Иван Иванович Пашкевич, Iwan Iwanawicz Paszkiewicz) – białoruski polityk, deputowany do Rady Najwyższej Republiki Białorusi XIII kadencji, w latach 1996–2000 deputowany do Izby Reprezentantów Zgromadzenia Narodowego Republiki Białorusi I kadencji.

## Życiorys
W 1995 roku mieszkał w Mińsku. Pełnił funkcję dyrektora przedstawicielstwa Międzynarodowej Kompanii Radiowo-Telewizyjnej „Mir” na Białorusi, był członkiem Partii Zgody Ludowej. W drugiej turze uzupełniających wyborów parlamentarnych 10 grudnia 1995 roku został wybrany na deputowanego do Rady Najwyższej Republiki Białorusi XIII kadencji ze stolińskiego okręgu wyborczego nr 36. 19 grudnia 1995 roku został zarejestrowany przez centralną komisję wyborczą, a 9 stycznia 1996 roku zaprzysiężony na deputowanego. Od 23 stycznia pełnił w Radzie Najwyższej funkcję członka Stałej Komisji ds. Praw Człowieka, Kwestii Narodowościowych, Środków Masowego Przekazu, Kontaktu ze Zjednoczeniami Społecznymi i Organizacjami Religijnymi. Należał do frakcji „Związek Pracy”. Od 3 czerwca był członkiem grupy roboczej Rady Najwyższej ds. współpracy z parlamentem Republiki Mołdawii. Poparł dokonaną przez prezydenta Alaksandra Łukaszenkę kontrowersyjną i częściowo nieuznaną międzynarodowo zmianę konstytucji. 27 listopada 1996 roku przestał uczestniczyć w pracach Rady Najwyższej i wszedł w skład utworzonej przez prezydenta Izby Reprezentantów Zgromadzenia Narodowego Republiki Białorusi I kadencji. Zgodnie z Konstytucją Białorusi z 1994 roku jego mandat deputowanego do Rady Najwyższej zakończył się 9 stycznia 2001 roku; kolejne wybory do tego organu jednak nigdy się nie odbyły.